# Paul Hartman
Pour les articles homonymes, voir Hartman.
Ne pas confondre avec l'acteur allemand Paul Hartmann (1889-1977).
Paul Hartman est un acteur, chanteur et danseur américain, né le 1er mars 1904 à San Francisco (Californie), mort le 2 octobre 1973 à Los Angeles (Californie).

## Biographie

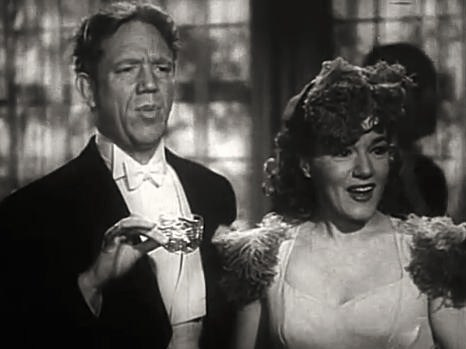
Paul et Grace Hartman,
dans Mardi gras (1941)

Principalement actif au théâtre, entre autres dans le répertoire du vaudeville, Paul Hartman forme avec sa femme Grace Hartman (1907-1955) un duo connu comme « The Hartmans ». Le couple se produit à Broadway entre 1932 et 1950, dans des comédies musicales et revues, dont Red, Hot and Blue (en) sur une musique de Cole Porter (1936-1937, avec Jimmy Durante, Ethel Merman et Bob Hope).
La prestation des Hartman dans Angel in the Wings (1947-1948, avec Elaine Stritch) leur permet de gagner en 1948 les premiers Tony Awards du meilleur acteur et de la meilleure actrice dans une comédie musicale.
Paul Hartman joue seul encore deux fois à Broadway, en 1952 dans la comédie musicale Of Thee I Sing de George et Ira Gershwin (avec Jack Carson et Howard Freeman), et enfin en 1958 (trois ans après la mort prématurée de son épouse, d'un cancer) dans une pièce.
Au cinéma, il contribue à seulement dix films américains, les deux premiers aux côtés de Grace Hartman étant Mardi gras d'Herbert Wilcox (1941, avec Anna Neagle et Ray Bolger) et Amour et Swing de Tim Whelan (1943, avec Michèle Morgan et Frank Sinatra).
Son dernier film est Luv de Clive Donner (avec Jack Lemmon et Peter Falk), sorti en 1967. Entretemps, citons Le Cirque en révolte d'Elia Kazan (1953, avec Fredric March et Terry Moore), Procès de singe de Stanley Kramer (1960, avec Spencer Tracy et Fredric March), ainsi que Calloway le trappeur de Norman Tokar (1965, avec Brian Keith et Vera Miles).
Pour la télévision, Paul Hartman collabore à quarante-sept séries, la première étant The Philco Television Playhouse en 1948, dans l'épisode Angel in the Wings (avec les Hartman), extrait de la production éponyme à Broadway évoquée plus haut. Outre d'autres séries destinées au théâtre, mentionnons également Alfred Hitchcock présente (trois épisodes, 1960-1962) et The Andy Griffith Show (seize épisodes, 1967-1968).
S'y ajoutent deux téléfilms (le second diffusé en 1972, où il tient son ultime rôle au petit écran, l'année précédant sa mort d'une crise cardiaque) et diverses prestations comme lui-même, en particulier dans la sitcom The Hartmans (en) en 1949, ayant le duo pour vedette.

## Théâtre à Broadway (intégrale)
- 1932 : Ballyhoo of 1932, revue, musique de Lewis E. Gensler, lyrics de Yip Harburg, livret de Norman H. Anthony : L'ivrogne / Clark Montgomery / Le sénateur du Maine / Le prêtre
- 1936-1937 : Red, Hot and Blue, comédie musicale, musique et lyrics de Cole Porter (arrangements de Robert Russell Bennett), livret d'Howard Lindsay et Russel Crouse, mise en scène d'Howard Lindsay : « Fingers »
- 1942 : Keep 'em Laughing et Top-Notchers, revues : auteurs et rôles non-spécifiés
- 1947-1948 : Angel in the Wings, revue, musique et lyrics de Bob Hilliard et Carl Sigman, sketches de divers (dont Grace et Paul Hartman) : L'étranger / Horace / M. Blodgett / George / Dr Hutchinson / W. T.
- 1949 : All for Love, revue, musique et lyrics d'Allan Roberts et Lester Lee, livret de Max Shulman : rôle non-spécifié
- 1950 : Tickets, Please!, revue, musique, lyrics et livret de divers auteurs : rôles variés (dont danseur)
- 1952 : Of Thee I Sing, comédie musicale, musique de George Gershwin, lyrics d'Ira Gershwin, livret de George S. Kaufman et Morrie Ryskind : Alexander Throttlebottom
- 1958 : Drink to Me Only, pièce d'Abraham S. Ginnes et Ira Wallach, mise en scène de George Abbott : James Porterman

## Filmographie

### Cinéma (intégrale)
- 1941 : Mardi gras (Sunny) d'Herbert Wilcox : Egghead
- 1943 : Amour et Swing (Higher and Higher) de Tim Whelan : Byngham
- 1953 : Le Cirque en révolte (Man on a Tightrope) d'Elia Kazan: Jaremir
- 1960 : Procès de singe (Inherit the Wind) de Stanley Kramer : Horace Meeker
- 1963 : Le Piment de la vie (The Thrill of It All) de Norman Jewison : Dr Taylor
- 1963 : La Dernière Bagarre (Soldier in the Rain) de Ralph Nelson : Le chef de la police
- 1965 : Calloway le trappeur (Those Calloways) de Norman Tokar : Charley Evans
- 1967 : Comment réussir dans les affaires sans vraiment essayer (How to Succeed in Business Without Really Trying) de David Swift : Toynbee
- 1967 : The Reluctant Astronaut (en) d'Edward Montagne : Rush
- 1967 : Luv de Clive Donner : Doyle

### Télévision (sélection)
Séries

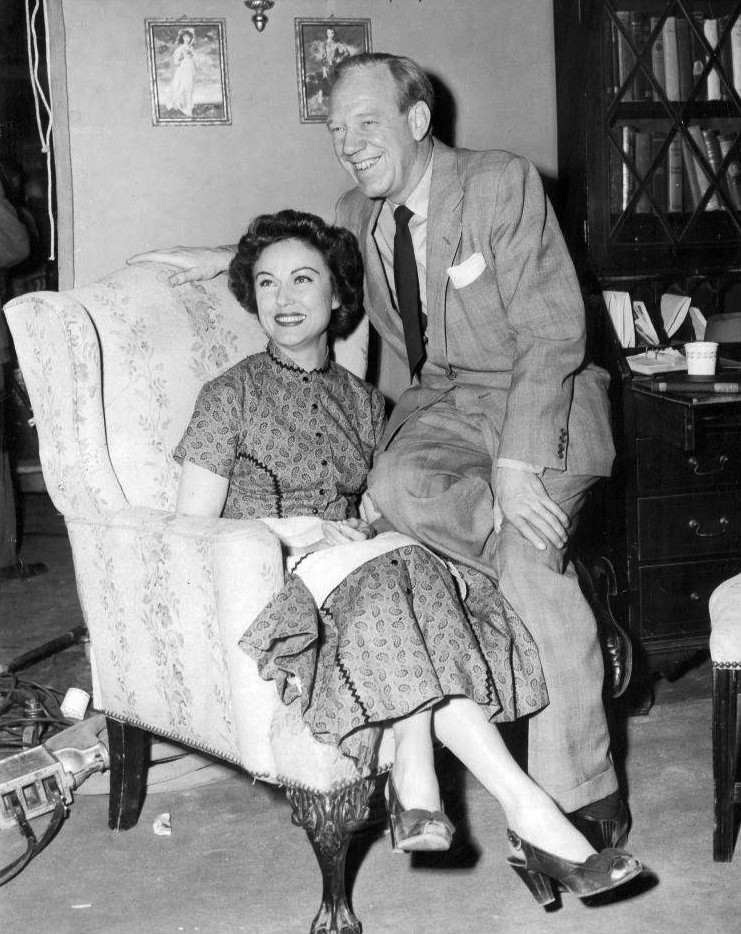
Avec Fay Wray, dans la série The Pride of the Family (1953, photo promotionnelle)

- 1948 : The Philco Television Playhouse
  - Saison 1, épisode 4 Angel in the Wings : Horace
- 1953-1955 : The Pride of the Family
  - Saison unique, 6 épisodes : Albie Morrison
- 1961 : La Quatrième Dimension (The Twilight Zone)
  - Saison 2, épisode 13 Le Retour (Back There) : Le sergent de police
- 1961 : Échec et mat (Checkmate)
  - Saison 1, épisode 33 The Thrill Seeker de Don Taylor : Nielson
- 1960-1962 : Alfred Hitchcock présente (Alfred Hitchcock Presents)
  - Saison 5, épisode 19 Pas le genre à s'enfuir (Not the Running Type, 1960) d'Arthur Hiller : Milton Potter
  - Saison 6, épisode 28 Reconnaissance (Gratitude, 1961) d'Alan Crosland Jr. : John
  - Saison 7, épisode 21 Burglar Proof (1962) de John Newland : Sammy Morrisey
- 1962 : Aventures dans les îles (Adventures in Paradise)
  - Saison 3, épisode 15 Il était une princesse... (One There Was a Princess) de James B. Clark : Herbert Simmons
- 1962 : Les Accusés (The Defenders)
  - Saison 1, épisode 31 Along Came a Spider d'Elliot Silverstein : Sid Barber
- 1963 : L'Extravagante Lucie (The Lucy Show)
  - Saison 1, épisode 23 Lucy Is a Soda Jerk de Jack Donohue : M. Wilbur
- 1963 : Le Plus Grand Chapiteau du monde (The Greatest Show on Earth)
  - Saison unique, épisode 11 Leaves in the Wind : Eric Porter
- 1963-1964 : Suspicion (The Alfred Hitchcock Hour)
  - Saison 1, épisode 32 Death of a Cop (1963) de Joseph M. Newman : Trenker
  - Saison 2, épisode 13 The Magic Shop (1964) de Robert Stevens : M. Adams
- 1965 : Adèle (Hazel)
  - Saison 4, épisode 25 George's Man Friday de William D. Russell : Al Dewitt
- 1966 : Cher oncle Bill (Family Affair)
  - Saison 1, épisode 3 The Gift Horse de William D. Russell : E. P. McGovern
- 1967-1968 : The Andy Griffith Show
  - Saison 8, 16 épisodes : Emmett Clark

Téléfilms
- 1958 : Hansel and Gretel de Paul Bogart : Le veilleur de nuit
- 1972 : Getting Away from It All de Lee Philips : Hank, le facteur

## Récompense
- 1948 : Tony Award du meilleur acteur dans une comédie musicale, pour Angel in the Wings.